# Kinixys natalensis
Kinixys natalensis là một loài rùa trong họ Testudinidae. Loài này được Hewitt mô tả khoa học đầu tiên năm 1935.

## Hình ảnh

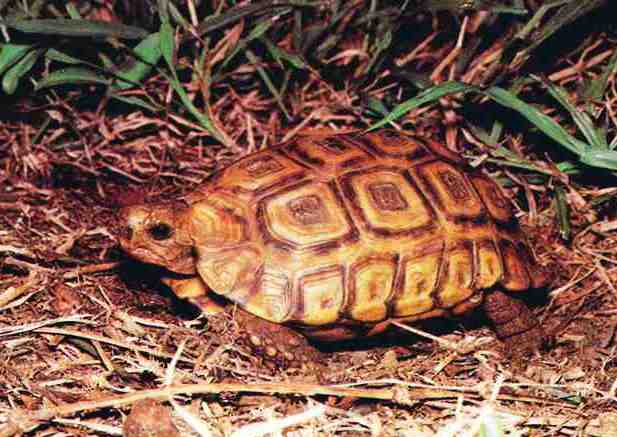